# Чаплинський Ігор Орестович
І́гор О́рестович Ча́плинський (нар. 5 липня 1959, смт Заболотів) — український альпініст, майстер спорту, підкорювач 7-тисячників.

## З життєпису
Народився 5 липня 1959 року в смт Заболотів, Снятинського району на Івано-Франківщині.
1976 року вступив на навчання на механіко-математичний факультет Київського державного університету імені Тараса Шевченка, який закінчив у 1981 році. Під час навчання був активним учасником секції гірського туризму КДУ (керівник — Борис Семенович Захарченко), одночасно захопився скелелазінням та альпінізмом.
Після навчання залишився жити й працювати у Києві.

### Спортивні здобутки
- Кандидат у майстри спорту з близько 1986 року, майстер спорту з 1991 року;
- Провідний тренер України з альпінізму у 1991—1994 роках;
- Зробив сходження на низку 7-тисячників (у тому числі всі «радянські», окрім піку Перемоги).

Серед відомих сходжень (всі — VI категорія складності, тобто найвища):
- Дхаулагірі (8167 м, масив Дхаулагірі, Непал) — 1994 (класичний маршрут);
- Аксу (5217 м, Туркестанський хребет, Паміро-Алай (Фанські гори)) — 1987 (маршрут Кавуненка) 1988 (маршрут Чаплинського), 1991 (варіант маршруту Костенка);
- Шингу-Чарпа (5800 м, = Shingu Charpa, Каракорум), 2006 (першопрохід, північний гребінь)[1] — за це сходження (сходження потрапило до п'ятірки найнеймовірніших у 2006 році[2] його учасники Ігор Чаплинський, Андрій Радіонцев та Орест Вербицький номіновані на «Золотий льодоруб», що було вручено 02 лютого 2007 року.

(фоторепортаж з церемонії вручення нагород «16 Piolet d'Or-2007» вміщено на сайті «mountain.ru»;
- Мак-Кінлі (6168 м, Кордильєри, Аляска) — 2010;
- Ушба (4690 м, Сванетія, Великий Кавказ) — 5 разів, у тому числі 1993 — Північна Ушба (маршрут…), 1993 (маршрут Анатолія Кустовського), 2005 маршрут Мишляєва, 2011 (новий маршрут «Характерник»). Фоторепортаж про проходження маршруту викладено на сервісі youtube[4].

### Відзнаки
Ігор Орестович є володарем кількох високих відзнак, вручених йому за визначні здобутки в альпінізмі. Серед них: 1) відзнака «Майстер спорту» № 266561, вручена Ігорю Чаплинському за здобутки в альпінізмі 2) орден «За заслуги» III ст. № 4027, вручений І. Чаплинському 9.10.2001 р., 3) «Золотий Льодоруб» як вища нагорода в альпінізмі, вручена 26.01.2007.
17.02.2025 Рішенням Заболотівської ради № 952-28/2025 Ігорю Орестовичу присвоєно звання "Почесний громадянин Заболотівської територіальної громади" (нагрудний знак № 13).

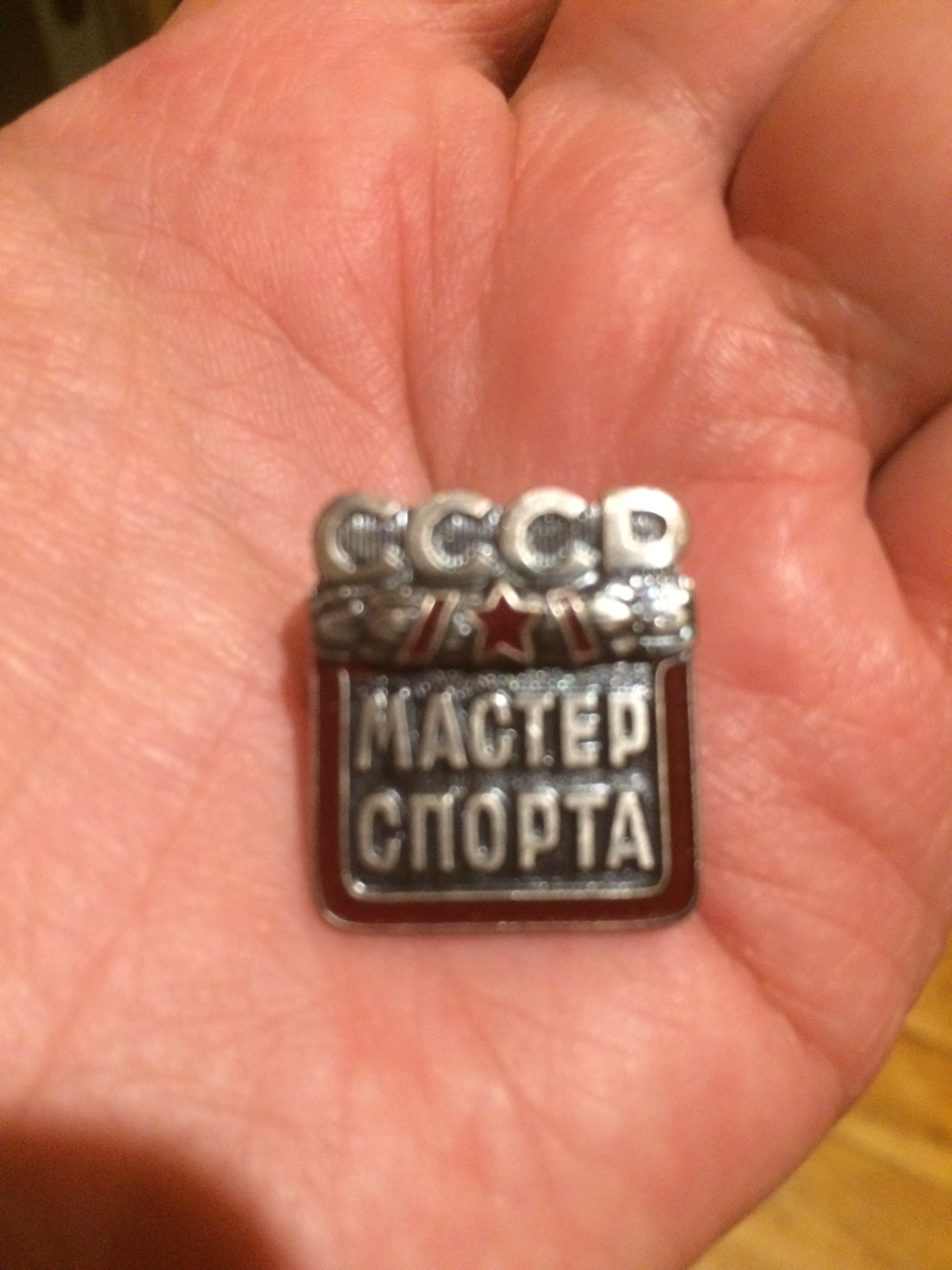
відзнака "Майстер спорту" № 266561.
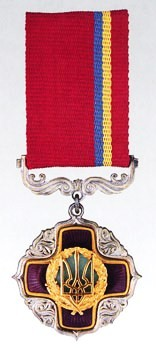
орден «За заслуги» III ст. № 4027.
кришталевий куб "Золотий льодоруб".
почесний громадянин Заболотівської громади.

## Громадське життя

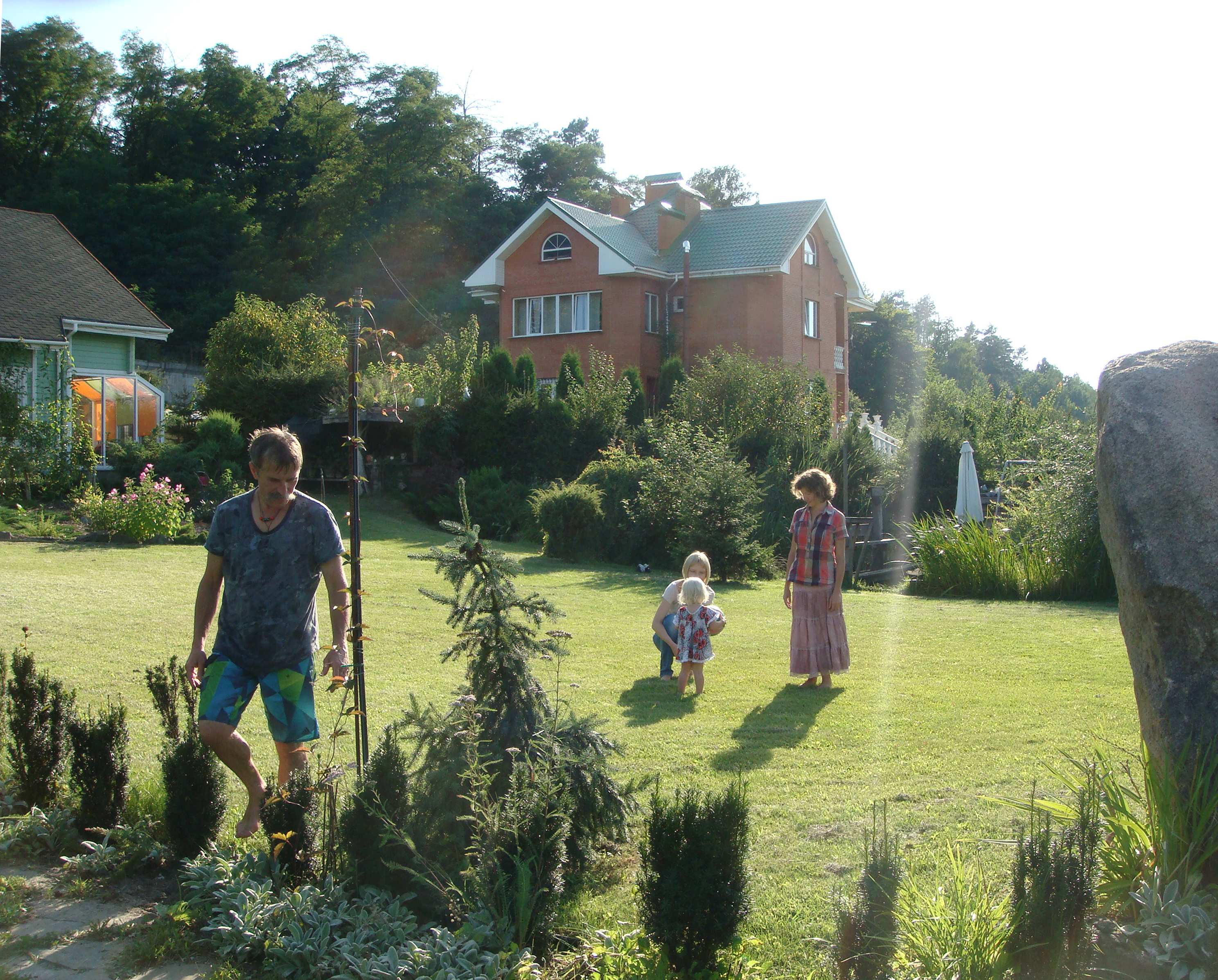
Ігор Чаплинський на своїй садибі

Прихильник «екожиття», життя в гармонії з природою. Категорично не визнає життя на асфальті, воду невідомої якості з водопроводу, їжу невідомої якості з магазинів. Живе на садибі, побудованій власними силами з природних матеріалів.
Весною 2014 року Ігор Чаплинський опублікував на спортивних вебресурсах «Звернення до альпіністів Росії».
Активно співпрацює з волонтерськими групами, що допомагають бійцям на фронтах російсько-української війни 2014—2019 рр. Значну кількість допомоги, спрямованої через волонтерів на підтримку війська (пошив курток та спеціального спорядження, ремонт безпілотників тощо) Ігор Орестович фактично ніколи не афішує, і це залишається відомим лише вузькому колу дотичних до цієї допомоги людей. Те саме стосується і підтримки багатьох колег та друзів, альпіністів та загалом мандрівників.
У продовження своїх численних (і завжди мало афішованих) акцій на підтримку колег та альпінізму, в рік свого 60-ліття Ігор Орестович оголосив конкурс для українських альпіністів на краще сходження 2019 року: «Друзі альпіністи! Об'являється КОНКУРС на краще сходження 2019 року. Переможцям чи переможцю винагорода 60 (шістдесят) тисяч гривень.»

## Родина
Ігор Орестович, сповідуючи родинні стосунки як одну із найвищих цінностей, приділяє увагу трьом важливим складовим повсякденного життя, на які варто витрачати час, кошти та зусилля: здоров'я, подорожі, освіта, у тому числі неперервна щоденна самоосвіта та сприяння освіті найближчих рідних і друзів, а також неперервні подорожі з коханими дружиною та дітьми у різні куточки світу. Спільними знаменниками в цьому всьому є висока любов до рідного краю та родини.

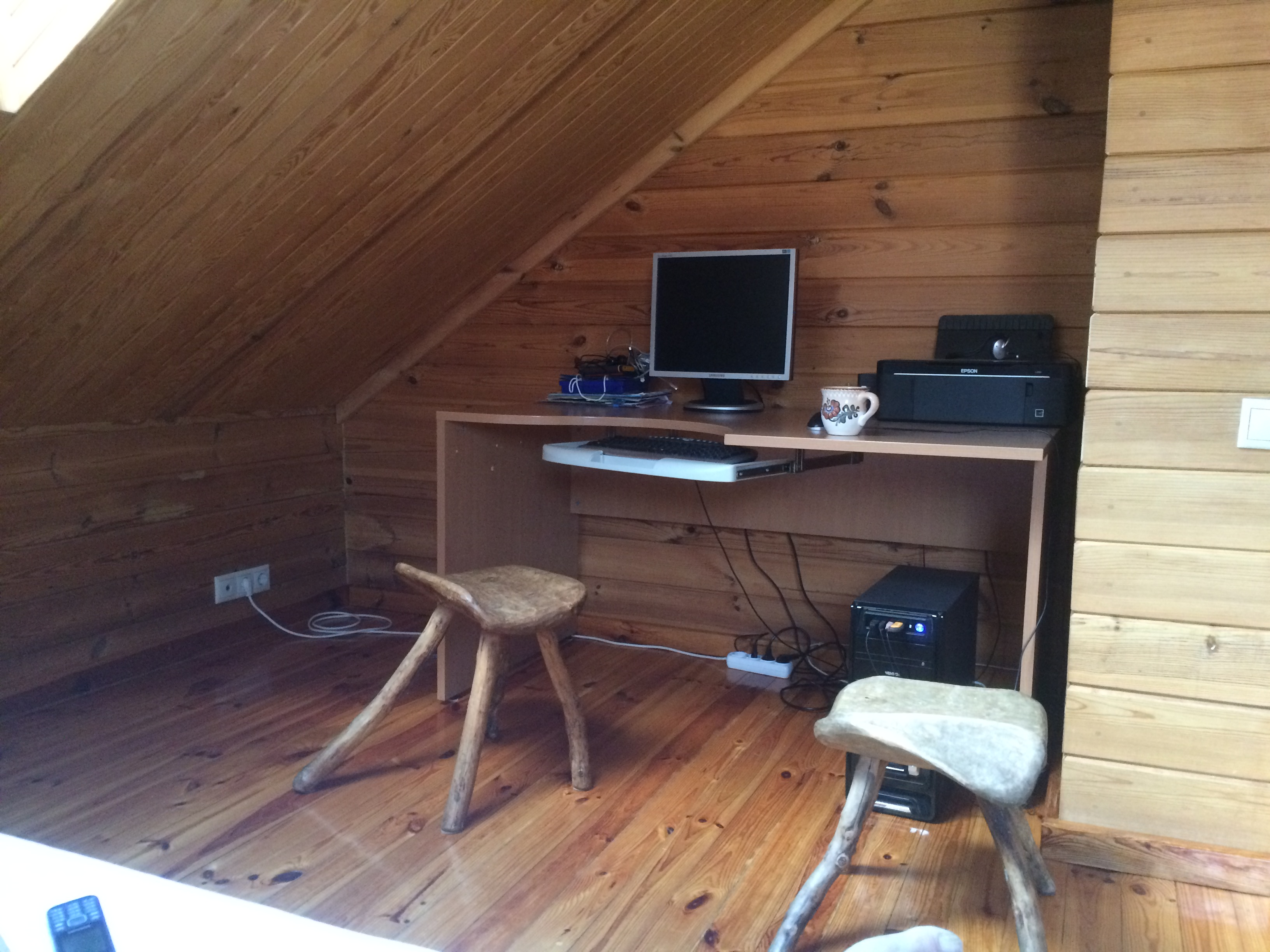
Садиба Чаплинських: робочий куточок в гостьовій кімнаті
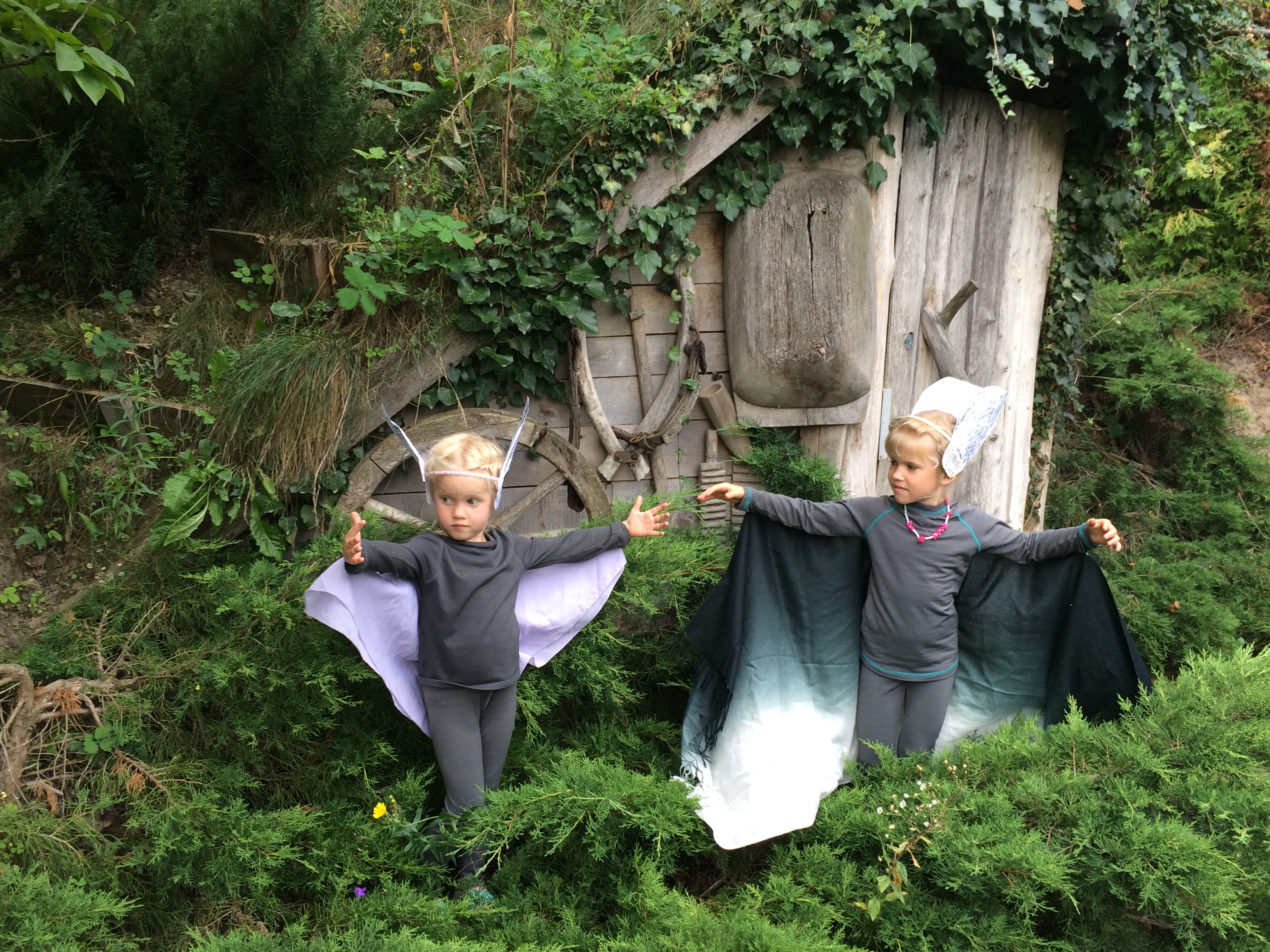
Орися та Мар'яна Чаплинські в день охорони кажанів
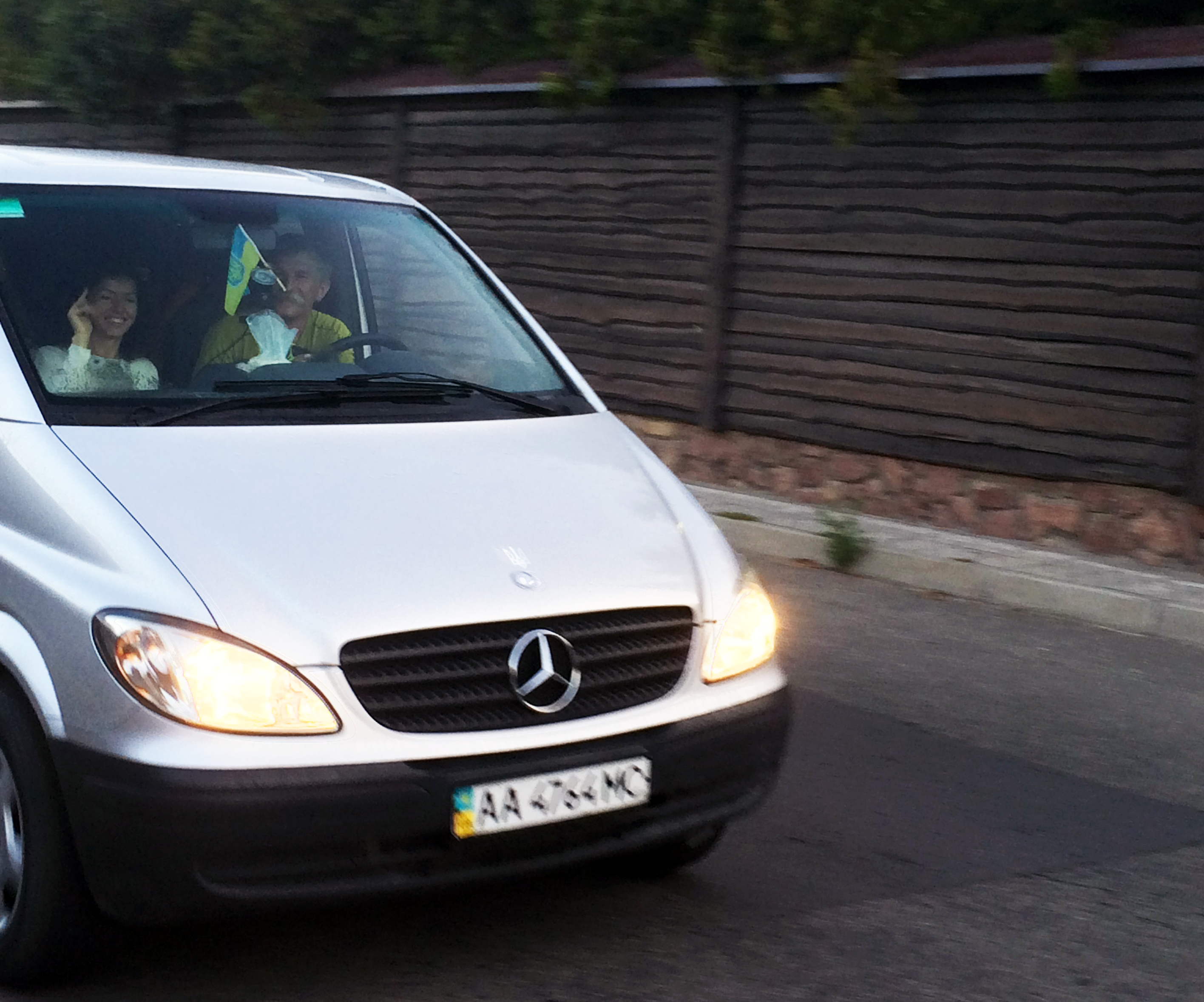
Чаплиські вирушають машиною в подорож